# Mecoprop
Mecoprop is de ISO-naam van een herbicide uit de stofklasse der fenoxyverbindingen.

## Toepassingen
Mecoprop wordt vooral toegepast op grasvelden, gazons en golfbanen, en in de graanteelt. Het wordt gebruikt na het uitkomen van het onkruid en wordt door de bladeren opgenomen en verspreid naar de wortels van de planten. Het verstoort de enzymatische activiteit en de groei van de planten. Mecoprop is een zwak zuur, en het wordt ook onder de vorm van zouten en esters gebruikt. In bestrijdingsmiddelen komt mecoprop vaak voor in combinatie met andere werkzame stoffen, waaronder vooral 2,4-D, dicamba en MCPA.
Technisch mecoprop is een racemisch mengsel van de R- en S-isomeren, waarvan enkel het R-isomeer werkzaam is. Dit laatste wordt aangeduid als mecoprop-P.

## Regelgeving
In België zijn de erkenningen voor herbiciden op basis van mecoprop ingetrokken op 7 juni 2000 (mecoprop-P bleef wel toegelaten). Ook in Canada is racemisch mecoprop van de markt genomen en vervangen door mecoprop-P. Door zuiver mecoprop-P te gebruiken kan de benodigde dosis en bijgevolg de belasting voor het milieu verlaagd worden.
Mecoprop en mecoprop-P zijn door de Europese Commissie toegelaten als werkzame stof in gewasbeschermingsmiddelen. De termijn eindigde op 31 mei 2014.

## Toxicologie en veiligheid
Mecoprop is irriterend voor de ogen, de huid en de luchtwegen. Uit dierproeven is gebleken dat mecoprop mogelijk schadelijk is voor de voortplanting en de ontwikkeling van de mens.. Mecoprop behoort tot de chloorfenoxygroep, die in zijn geheel als mogelijk kankerverwekkend voor de mens is geclassificeerd. Een relevant carcinogeen potentieel van mecoprop is evenwel niet eenduidig vastgesteld. Enkel bij de hoogste toegepaste dosis is bij muizen een verhoogd voorkomen van levertumor vastgesteld. De evaluatie van mecoprop door het bevoegde comité van de Europese Commissie besloot dat mecoprop geen relevant carcinogeen potentieel voor de mens heeft.